# 十津川郷士

菱十印

十津川郷士（とつかわごうし）は、南大和（奈良県）の十津川郷に在住していた郷士集団。

## 概要

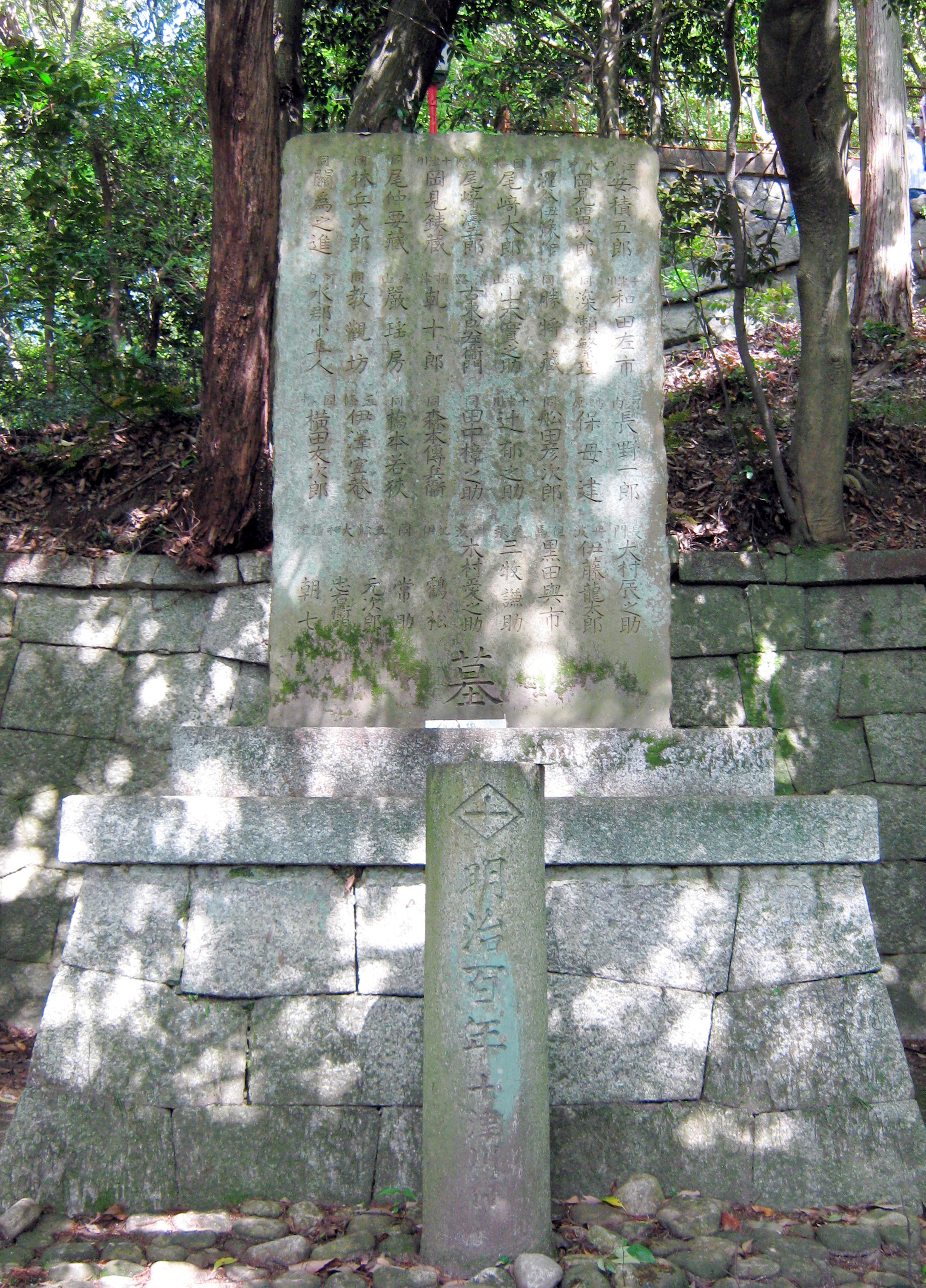
十津川郷士らの墓、霊山護国神社、京都市東山区

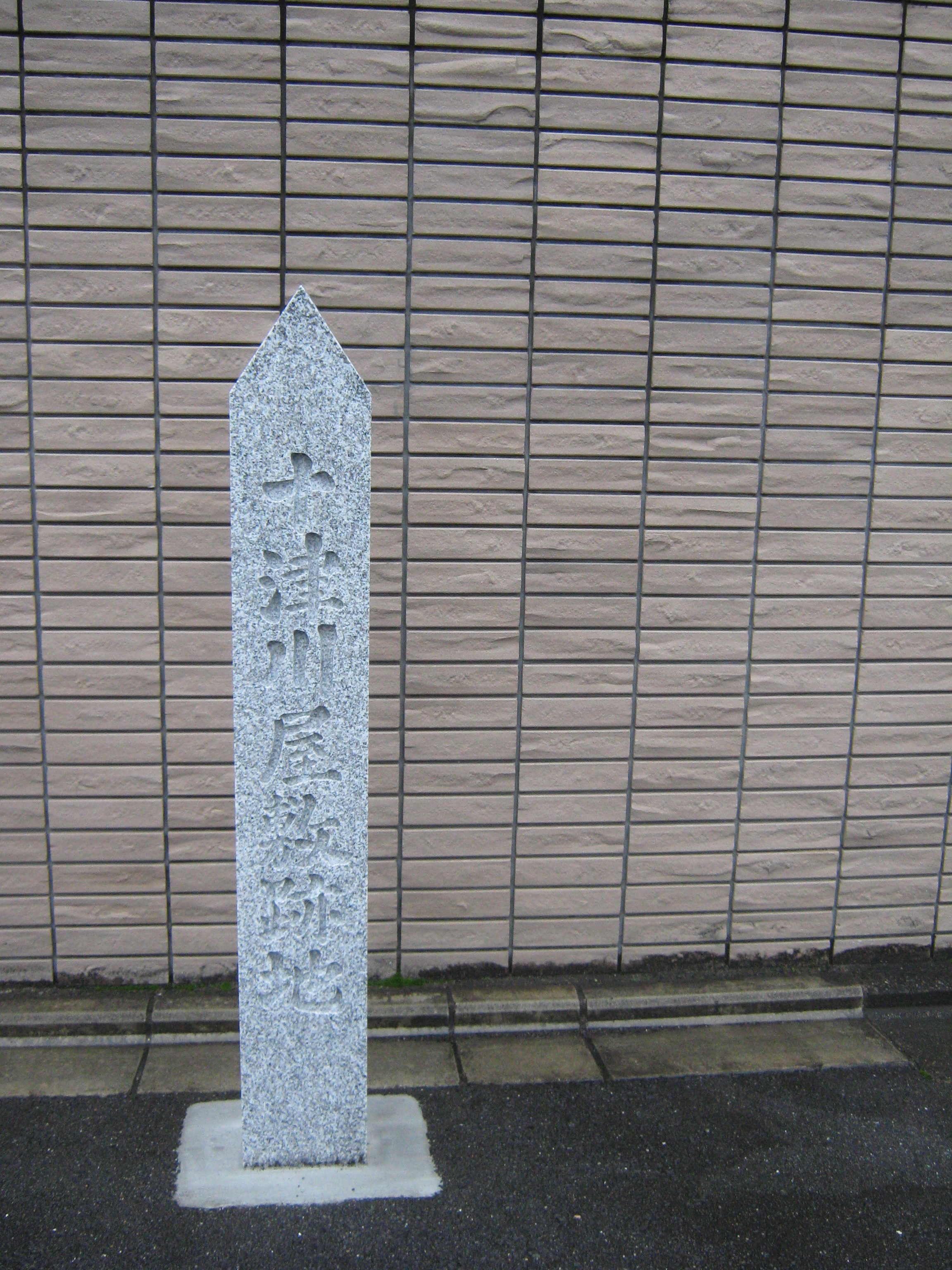
十津川屋敷跡・京都市上京区河原町丸太町北西

十津川村は南大和の村である。幕末に御所警備の際、日の丸に「菱十（菱の中に十字）」の旗を頂き、それ以前の「丸十（丸に十字）」から、以後菱十紋を旗印とした。今日、十津川村および北海道の新十津川町のマークも同紋である。後述するような、むしろ特異とも言える独立独歩の精神からか、現在の十津川村も平成の大合併に際しても、最初から近隣のどの自治体とも合併する気などなかったと言われている。その背景として、十津川は独特の地理的歴史的環境から文化や言語の面でも独自性が強いことが挙げられる。民俗学者の柳田國男も、近畿圏にありながら東京式アクセントであるその特色について注目している。

## 歴史

### 古代～江戸時代後期
古くから地域の住民は朝廷に仕えており、壬申の乱の折にも村から出兵、また平治の乱にも出兵している。これらの戦功によりたびたび税減免措置を受けている。これは明治期の地租改正まで続き、全国でもおよそ最も長い減免措置であろうと言われている。
南北朝時も吉野の南朝につくしている。米のほとんど取れない山中ということもあり、室町時代になっても守護の支配下に入らなかったという。太閤検地時にも年貢が赦免された。大坂の陣の際は十津川郷士千人が徳川方となり、近隣の豊臣派の一揆を鎮圧した。この功も合わせて、江戸時代に入っても大和の五條代官所の下で天領となり免租され、住民は郷士と名乗ることを許された。
険しい山に守られた稀有な歴史があり、古より先述の南朝をはじめとして源義経など、貴種の流人、時勢の逃走者、表舞台への再起を志す者が多く辿り着く場所であった。

### 幕末
幕末になると、上平主税などを筆頭に勤皇の志士となる者も多く、また千名を超える兵動員力を持っていたため、尊王攘夷派の公家から期待されるところが多く、薩摩、長州、土佐などと並んで宮廷警護を命ぜられていた。天誅組の変の際には多くの郷士が参加していたが、装備の古さや天誅組側の戦略の無さなどから劣勢となり、朝廷より「天誅組は朝廷軍ではない」との正式判断が出されたため離脱。1867年には高野山挙兵で鷲尾隆聚隊に加わり、戊辰戦争では大総督官直属の朝廷御親兵として越後から会津まで出兵して戦功を挙げた。

### 明治後
維新後は勲功により華族に列した者以外は原則として士族に列した。独特の尊王意識から明治天皇の東京行幸にも反対する者が多かった。また前述の上平など一部の急進派は新政府の近代化政策に反発して参与横井小楠暗殺事件などを起こしている。

## 逸話
- 山中の寒村のため近代化装備にこそ乗り遅れたが、古より武道には長けていた者が多かったと言われている。例として、十津川郷士の一人中井庄五郎が友人の土佐脱藩士と、京の四条の川畔を酔って歩いていた際、酒の勢いで刀を抜いて新選組の永倉新八、沖田総司、斎藤一らと乱闘になったことがあった。双方酔っていたうえ、中井は重傷を負った土佐脱藩士を担いで戦線離脱しているのだが、十津川郷士の個々の戦力と胆力、普段からの武道研磨の度合いがわかる話である。
- 新政府要人である横井小楠暗殺事件で島流し（島流し刑の最後の例）となった上平主税が、伊豆新島への終身流刑（約10年後特赦）となった際、流刑船内で同じく島流しとなった新選組最後の局長・相馬主計と知り合い、上平と相馬は、相馬が先に赦免されるまでの2年間、親しく交際していたと伝わる。